# Nicolai Andresen
Nicolai Andresen, född 24 september 1781 i Tønder i Sønderjylland, död 18 november 1861 i Christiania i Norge, var en norsk köpman, bankir och politiker.
Nicolai Andresen var son till skräddarmästaren Christian Andresen och Cecilie Cathrine Asmussen. Han gick i lära hos en köpman i Flensburg. Han invandrade till Norge 1801 och blev kompanjon i köpmannen G.F. Hagemanns firma. År 1809 blev han borgare i Christiania och grundade då ett eget handelsföretag. År 1820 köpte han ett tvålkokeri i Hammersborg och 1831 blev han medägare i en gipsornamentfabrik på Tjuvholmen, vilken så småningom också tillverkade tegelpannor och -sten. 
I samband med handelsverksamheten var det lönsamt att ge sig in i bankirverksamhet, vilket lade grunden för den av hans barn etablerade Andresens Bank, som blev aktiebolag 1913. 
Nicolai Andresen ledamot av Stortinget 1824 och suppleant 1818, 1821, 1833, 1836 och 1839. Han var ledamot av stadsstyrelsen i Christiania 1837–1843. 
Han var gift med Engel Johanne Christiane Reichborn. Paret fick elva barn, av vilka åtta nådde vuxen ålder. De sex sönerna fick alla framträdande positioner:
- Christian Wilhelm Andresen (1811–1886) var advokat;
- Jens Peter Andresen (1818–1871) var høyesterettsadvokat och ordförande i Den norske Sagførerforening från 1861;
- Carl Ferdinand Andresen (1824–1890) var direktör vid Kongsberg sølvverk;
- Nicolay August Andresen (1812–1894) tog över familjens bankirverksamhet;
- Johan Henrik Andresen (1815–1874) tog över familjens handelsrörelse;
- Engelhart Andresen (1826–1896) drev familjens bankirverksamhet tillsammans med brodern Nicolay.